# Midnight Oil/Diskografie
Diese Diskografie ist eine Übersicht über die musikalischen Werke der australischen Band Midnight Oil. Während die Band in ihrer Heimat Australien sowie Neuseeland konstant erfolgreich blieb, erreichte sie in Europa und Nordamerika ihren kommerziellen Höhepunkt Ende der 1980er und den frühen 1990er Jahren. Erfolgreich waren die Alben Diesel and Dust, Blue Sky Mining, Scream in Blue: Live, Earth and Sun and Moon und Breathe sowie die Singles Beds Are Burning und Blue Sky Mine.

## Alben

### Studioalben
| Jahr | Titel                         | Höchstplatzierung, Gesamtwochen, AuszeichnungChartplatzierungen (Jahr, Titel, Platzierungen, Wochen, Auszeichnungen, Anmerkungen) | Höchstplatzierung, Gesamtwochen, AuszeichnungChartplatzierungen (Jahr, Titel, Platzierungen, Wochen, Auszeichnungen, Anmerkungen) | Höchstplatzierung, Gesamtwochen, AuszeichnungChartplatzierungen (Jahr, Titel, Platzierungen, Wochen, Auszeichnungen, Anmerkungen) | Höchstplatzierung, Gesamtwochen, AuszeichnungChartplatzierungen (Jahr, Titel, Platzierungen, Wochen, Auszeichnungen, Anmerkungen) | Höchstplatzierung, Gesamtwochen, AuszeichnungChartplatzierungen (Jahr, Titel, Platzierungen, Wochen, Auszeichnungen, Anmerkungen) | Höchstplatzierung, Gesamtwochen, AuszeichnungChartplatzierungen (Jahr, Titel, Platzierungen, Wochen, Auszeichnungen, Anmerkungen) | Höchstplatzierung, Gesamtwochen, AuszeichnungChartplatzierungen (Jahr, Titel, Platzierungen, Wochen, Auszeichnungen, Anmerkungen) | Anmerkungen                            |
| Jahr | Titel                         | AU | NZ | DE | AT | CH | UK | US | Anmerkungen                            |
| ---- | ----------------------------- | --- | --- | --- | --- | --- | --- | --- | -------------------------------------- |
| 1978 | Midnight Oil                  | AU43 (… Wo.)AU | — | — | — | — | — | — | Erstveröffentlichung: November 1978    |
| 1979 | Head Injuries                 | AU36 Platin · (… Wo.)AU | — | — | — | — | — | — | Erstveröffentlichung: Oktober 1979     |
| 1981 | Place Without a Postcard      | AU12 ×2Doppelplatin · (… Wo.)AU                                                                                                   | — | — | — | — | — | — | Erstveröffentlichung: November 1981    |
| 1982 | 10, 9, 8, 7, 6, 5, 4, 3, 2, 1 | AU3 ×7Siebenfachplatin · (… Wo.)AU                                                                                                | NZ5 ×2Doppelplatin · (44 Wo.)NZ                                                                                                   | — | — | — | — | US178 (1 Wo.)US | Erstveröffentlichung: November 1982    |
| 1984 | Red Sails in the Sunset       | AU1 ×4Vierfachplatin · (… Wo.)AU                                                                                                  | NZ20 Platin · (8 Wo.)NZ | — | — | — | — | US177 (6 Wo.)US | Erstveröffentlichung: Oktober 1984     |
| 1987 | Diesel and Dust               | AU1 ×7Siebenfachplatin · (… Wo.)AU                                                                                                | NZ1 ×8Achtfachplatin · (34 Wo.)NZ                                                                                                 | DE13 Platin · (42 Wo.)DE | — | CH7 ×2Doppelplatin · (34 Wo.)CH                                                                                                   | UK19 Gold · (16 Wo.)UK | US21 Platin · (55 Wo.)US | Erstveröffentlichung: 2. August 1987   |
| 1990 | Blue Sky Mining               | AU1 ×5Fünffachplatin · (57 Wo.)AU                                                                                                 | NZ1 ×3Dreifachplatin · (45 Wo.)NZ                                                                                                 | DE2 Gold · (37 Wo.)DE | AT13 (11 Wo.)AT | CH2 Platin · (26 Wo.)CH | UK28 (3 Wo.)UK | US20 Gold · (29 Wo.)US | Erstveröffentlichung: 25. Februar 1990 |
| 1993 | Earth and Sun and Moon        | AU2 Platin · (17 Wo.)AU | NZ5 Gold · (14 Wo.)NZ | DE17 (17 Wo.)DE | — | CH5 Gold · (15 Wo.)CH | UK27 (2 Wo.)UK | US21 (55 Wo.)US | Erstveröffentlichung: 20. April 1993   |
| 1996 | Breathe                       | AU3 Gold · (4 Wo.)AU | NZ26 (3 Wo.)NZ | DE33 (6 Wo.)DE | — | CH31 (3 Wo.)CH | — | US155 (1 Wo.)US | Erstveröffentlichung: 15. Oktober 1996 |
| 1998 | Redneck Wonderland            | AU7 Gold · (6 Wo.)AU | — | — | — | — | — | — | Erstveröffentlichung: 3. November 1998 |
| 2002 | Capricornia                   | AU8 (5 Wo.)AU | NZ28 (3 Wo.)NZ | — | — | — | — | — | Erstveröffentlichung: 19. Februar 2002 |
| 2020 | The Makarrata Project         | AU1 (8 Wo.)AU | — | — | — | CH50 (1 Wo.)CH | — | — | Erstveröffentlichung: 30. Oktober 2020 |
| 2022 | Resist                        | AU1 (7 Wo.)AU | NZ16 (1 Wo.)NZ | DE17 (2 Wo.)DE | — | CH8 (6 Wo.)CH | — | — | Erstveröffentlichung: 18. Februar 2022 |

grau schraffiert: keine Chartdaten aus diesem Jahr verfügbar

### Livealben
| Jahr | Titel                                     | Höchstplatzierung, Gesamtwochen, AuszeichnungChartplatzierungen (Jahr, Titel, Platzierungen, Wochen, Auszeichnungen, Anmerkungen) | Höchstplatzierung, Gesamtwochen, AuszeichnungChartplatzierungen (Jahr, Titel, Platzierungen, Wochen, Auszeichnungen, Anmerkungen) | Höchstplatzierung, Gesamtwochen, AuszeichnungChartplatzierungen (Jahr, Titel, Platzierungen, Wochen, Auszeichnungen, Anmerkungen) | Höchstplatzierung, Gesamtwochen, AuszeichnungChartplatzierungen (Jahr, Titel, Platzierungen, Wochen, Auszeichnungen, Anmerkungen) | Höchstplatzierung, Gesamtwochen, AuszeichnungChartplatzierungen (Jahr, Titel, Platzierungen, Wochen, Auszeichnungen, Anmerkungen) | Höchstplatzierung, Gesamtwochen, AuszeichnungChartplatzierungen (Jahr, Titel, Platzierungen, Wochen, Auszeichnungen, Anmerkungen) | Höchstplatzierung, Gesamtwochen, AuszeichnungChartplatzierungen (Jahr, Titel, Platzierungen, Wochen, Auszeichnungen, Anmerkungen) | Anmerkungen                            |
| Jahr | Titel                                     | AU | NZ | DE | AT | CH | UK | US | Anmerkungen                            |
| ---- | ----------------------------------------- | --- | --- | --- | --- | --- | --- | --- | -------------------------------------- |
| 1992 | Scream in Blue: Live                      | AU1 Platin · (29 Wo.)AU | NZ28 (3 Wo.)NZ | DE37 (15 Wo.)DE | AT30 (2 Wo.)AT | CH28 (6 Wo.)CH | — | US141 (3 Wo.)US | Erstveröffentlichung: 5. Mai 1992      |
| 2000 | The Real Thing                            | AU7 Gold · (7 Wo.)AU | — | — | — | — | — | — | Erstveröffentlichung: 8. Juli 2000     |
| 2018 | Armistice Day: Live at the Domain, Sydney | AU5 (3 Wo.)AU | — | — | — | — | — | — | Erstveröffentlichung: 9. November 2018 |
| 2023 | Live at the Old Lion, Adelaide 1982       | AU7 (1 Wo.)AU | — | — | — | — | — | — | Erstveröffentlichung: 12. Mai 2023     |

Weitere Livealben
- 2004: Best of Both Worlds
- 2017: Punter Barrier BPM

### Kompilationen
| Jahr | Titel                          | Höchstplatzierung, Gesamtwochen, AuszeichnungChartplatzierungen (Jahr, Titel, Platzierungen, Wochen, Auszeichnungen, Anmerkungen) | Höchstplatzierung, Gesamtwochen, AuszeichnungChartplatzierungen (Jahr, Titel, Platzierungen, Wochen, Auszeichnungen, Anmerkungen) | Höchstplatzierung, Gesamtwochen, AuszeichnungChartplatzierungen (Jahr, Titel, Platzierungen, Wochen, Auszeichnungen, Anmerkungen) | Höchstplatzierung, Gesamtwochen, AuszeichnungChartplatzierungen (Jahr, Titel, Platzierungen, Wochen, Auszeichnungen, Anmerkungen) | Höchstplatzierung, Gesamtwochen, AuszeichnungChartplatzierungen (Jahr, Titel, Platzierungen, Wochen, Auszeichnungen, Anmerkungen) | Höchstplatzierung, Gesamtwochen, AuszeichnungChartplatzierungen (Jahr, Titel, Platzierungen, Wochen, Auszeichnungen, Anmerkungen) | Höchstplatzierung, Gesamtwochen, AuszeichnungChartplatzierungen (Jahr, Titel, Platzierungen, Wochen, Auszeichnungen, Anmerkungen) | Anmerkungen                            |
| Jahr | Titel                          | AU | NZ | DE | AT | CH | UK | US | Anmerkungen                            |
| ---- | ------------------------------ | --- | --- | --- | --- | --- | --- | --- | -------------------------------------- |
| 1997 | 20,000 Watt R.S.L.: Collection | AU1 Gold · (29 Wo.)AU | NZ18 Platin · (10 Wo.)NZ | DE78 (4 Wo.)DE | — | — | — | — | Erstveröffentlichung: 12. Oktober 1997 |
| 2006 | Flat Chat                      | AU21 (3 Wo.)AU | — | — | — | — | — | — | Erstveröffentlichung: 14. August 2006  |
| 2012 | Essential Oils                 | AU7 Platin · (7 Wo.)AU | NZ25 (2 Wo.)NZ | — | — | — | — | — | Erstveröffentlichung: 2. November 2012 |

Weitere Kompilationen
- 2017: Chiko Locallo (B-Sides & Rarities)

### EPs
| Jahr | Titel            | Höchstplatzierung, Gesamtwochen, AuszeichnungChartplatzierungen (Jahr, Titel, Platzierungen, Wochen, Auszeichnungen, Anmerkungen) | Höchstplatzierung, Gesamtwochen, AuszeichnungChartplatzierungen (Jahr, Titel, Platzierungen, Wochen, Auszeichnungen, Anmerkungen) | Höchstplatzierung, Gesamtwochen, AuszeichnungChartplatzierungen (Jahr, Titel, Platzierungen, Wochen, Auszeichnungen, Anmerkungen) | Höchstplatzierung, Gesamtwochen, AuszeichnungChartplatzierungen (Jahr, Titel, Platzierungen, Wochen, Auszeichnungen, Anmerkungen) | Höchstplatzierung, Gesamtwochen, AuszeichnungChartplatzierungen (Jahr, Titel, Platzierungen, Wochen, Auszeichnungen, Anmerkungen) | Höchstplatzierung, Gesamtwochen, AuszeichnungChartplatzierungen (Jahr, Titel, Platzierungen, Wochen, Auszeichnungen, Anmerkungen) | Höchstplatzierung, Gesamtwochen, AuszeichnungChartplatzierungen (Jahr, Titel, Platzierungen, Wochen, Auszeichnungen, Anmerkungen) | Anmerkungen |
| Jahr | Titel            | AU | NZ | DE | AT | CH | UK | US | Anmerkungen |
| ---- | ---------------- | --- | --- | --- | --- | --- | --- | --- | --- |
| 1980 | Bird Noise       | AU28 Gold · (… Wo.)AU | NZ48 (1 Wo.)NZ | — | — | — | — | — | Erstveröffentlichung: Oktober 1980                                                                                             |
| 1985 | Species Deceases | AU1 ×2Doppelplatin · (… Wo.)AU | NZ42 (3 Wo.)NZ | — | — | — | — | — | Erstveröffentlichung: Dezember 1985                                                                                            |
| 1986 | The Dead Heart   | — | NZ14 (11 Wo.)NZ | — | — | — | — | — | Erstveröffentlichung: 1986 Split-EP mit Warumpi Band und Coloured Stone auch als normale Single veröffentlicht (siehe Singles) |

grau schraffiert: keine Chartdaten aus diesem Jahr verfügbar

## Singles
| Jahr | Titel Album                                     | Höchstplatzierung, Gesamtwochen, AuszeichnungChartplatzierungen (Jahr, Titel, Album, Platzierungen, Wochen, Auszeichnungen, Anmerkungen) | Höchstplatzierung, Gesamtwochen, AuszeichnungChartplatzierungen (Jahr, Titel, Album, Platzierungen, Wochen, Auszeichnungen, Anmerkungen) | Höchstplatzierung, Gesamtwochen, AuszeichnungChartplatzierungen (Jahr, Titel, Album, Platzierungen, Wochen, Auszeichnungen, Anmerkungen) | Höchstplatzierung, Gesamtwochen, AuszeichnungChartplatzierungen (Jahr, Titel, Album, Platzierungen, Wochen, Auszeichnungen, Anmerkungen) | Höchstplatzierung, Gesamtwochen, AuszeichnungChartplatzierungen (Jahr, Titel, Album, Platzierungen, Wochen, Auszeichnungen, Anmerkungen) | Höchstplatzierung, Gesamtwochen, AuszeichnungChartplatzierungen (Jahr, Titel, Album, Platzierungen, Wochen, Auszeichnungen, Anmerkungen) | Höchstplatzierung, Gesamtwochen, AuszeichnungChartplatzierungen (Jahr, Titel, Album, Platzierungen, Wochen, Auszeichnungen, Anmerkungen) | Anmerkungen                            |
| Jahr | Titel Album                                     | AU | NZ | DE | AT | CH | UK | US | Anmerkungen                            |
| ---- | ----------------------------------------------- | --- | --- | --- | --- | --- | --- | --- | -------------------------------------- |
| 1981 | Don’t Wanna Be the One Place Without a Postcard | AU40 (… Wo.)AU | — | — | — | — | — | — | Erstveröffentlichung: Oktober 1981     |
| 1981 | Armistice Day Place Without a Postcard          | AU31 (… Wo.)AU | — | — | — | — | — | — |                                        |
| 1982 | Power and the Passion 10,9,8,7,6,5,4,3,2,1      | AU8 (… Wo.)AU | NZ4 (23 Wo.)NZ | — | — | — | — | — | Erstveröffentlichung: März 1982        |
| 1982 | US Forces 10,9,8,7,6,5,4,3,2,1                  | AU20 (… Wo.)AU | — | — | — | — | — | — | Erstveröffentlichung: November 1982    |
| 1986 | The Dead Heart Diesel and Dust                  | AU4 Gold · (… Wo.)AU | — | — | — | — | UK62 (8 Wo.)UK | US53 (10 Wo.)US | Erstveröffentlichung: 1. Juli 1987     |
| 1987 | Beds Are Burning Diesel and Dust                | AU6 Platin · (… Wo.)AU | NZ1 ×2Doppelplatin · (24 Wo.)NZ | — | — | — | UK6 Silber · (19 Wo.)UK | US17 (22 Wo.)US | Erstveröffentlichung: 10. August 1987  |
| 1987 | Put Down That Weapon Diesel and Dust            | AU32 (… Wo.)AU | NZ9 (10 Wo.)NZ | — | — | — | — | — | Erstveröffentlichung: Dezember 1987    |
| 1990 | Blue Sky Mine Blue Sky Mining                   | AU8 Platin · (18 Wo.)AU | NZ2 (10 Wo.)NZ | DE45 (13 Wo.)DE | — | CH11 (14 Wo.)CH | UK66 (3 Wo.)UK | US47 (10 Wo.)US | Erstveröffentlichung: Februar 1990     |
| 1990 | King of the Mountain Blue Sky Mining            | AU25 (10 Wo.)AU | — | — | — | — | — | — | Erstveröffentlichung: 25. Februar 1990 |
| 1990 | Forgotten Years Blue Sky Mining                 | AU26 (6 Wo.)AU | NZ24 (4 Wo.)NZ | — | — | — | UK97 (2 Wo.)UK | — | Erstveröffentlichung: April 1990       |
| 1990 | Bedlam Bridge Blue Sky Mining                   | AU46 (1 Wo.)AU | — | — | — | — | — | — | Erstveröffentlichung: 31. Oktober 1990 |
| 1992 | Sometimes (live) Scream in Blue – Live          | AU33 (4 Wo.)AU | — | — | — | — | — | — | Erstveröffentlichung: 12. April 1992   |
| 1993 | Truganini Earth and Sun and Moon                | AU10 (9 Wo.)AU | NZ4 (14 Wo.)NZ | — | — | — | UK29 (4 Wo.)UK | — | Erstveröffentlichung: 15. März 1993    |
| 1993 | My Country Earth and Sun and Moon               | — | NZ49 (1 Wo.)NZ | — | — | — | UK66 (1 Wo.)UK | — |                                        |
| 1993 | In the Valley Earth and Sun and Moon            | — | — | — | — | — | UK60 (1 Wo.)UK | — |                                        |
| 1993 | Outbreak of Love Earth and Sun and Moon         | — | NZ45 (1 Wo.)NZ | — | — | — | — | — |                                        |
| 1996 | Underwater Breathe                              | AU22 (7 Wo.)AU | — | — | — | — | — | — | Erstveröffentlichung: 18. August 1996  |
| 2000 | The Real Thing                                  | AU48 (1 Wo.)AU | — | — | — | — | — | — | Erstveröffentlichung: 29. Mai 2000     |

Weitere Singles
- 1978: Run by Night
- 1979: Cold Cold Change
- 1980: Back on the Borderline
- 1982: Read About It
- 1984: When the Generals Talk
- 1985: Best of Both Worlds
- 1988: Dreamworld
- 1990: One Country
- 1993: Drums of Heaven
- 1995: Land
- 1997: Surf’s Up Tonight
- 1997: White Skin Black Heart
- 1998: Cemetery in My Mind
- 1998: What Goes On
- 1998: Redneck Wonderland
- 1999: Say Your Prayers
- 1999: Spirit of the Age
- 2001: Golden Age
- 2001: Too Much Sunshine
- 2002: Luritja Way
- 2002: Mosquito March
- 2003: No Man’s Land
- 2020: Gadigal Land
- 2020: First Nation
- 2021: Change The Date
- 2021: Rising Seas
- 2022: We Resist

## Videoalben und Musikvideos

### Videoalben
| Jahr | Titel                                     | Höchstplatzierung, Gesamtwochen, AuszeichnungChartplatzierungen (Jahr, Titel, Platzierungen, Wochen, Auszeichnungen, Anmerkungen) | Höchstplatzierung, Gesamtwochen, AuszeichnungChartplatzierungen (Jahr, Titel, Platzierungen, Wochen, Auszeichnungen, Anmerkungen) | Höchstplatzierung, Gesamtwochen, AuszeichnungChartplatzierungen (Jahr, Titel, Platzierungen, Wochen, Auszeichnungen, Anmerkungen) | Höchstplatzierung, Gesamtwochen, AuszeichnungChartplatzierungen (Jahr, Titel, Platzierungen, Wochen, Auszeichnungen, Anmerkungen) | Höchstplatzierung, Gesamtwochen, AuszeichnungChartplatzierungen (Jahr, Titel, Platzierungen, Wochen, Auszeichnungen, Anmerkungen) | Höchstplatzierung, Gesamtwochen, AuszeichnungChartplatzierungen (Jahr, Titel, Platzierungen, Wochen, Auszeichnungen, Anmerkungen) | Höchstplatzierung, Gesamtwochen, AuszeichnungChartplatzierungen (Jahr, Titel, Platzierungen, Wochen, Auszeichnungen, Anmerkungen) | Anmerkungen |
| Jahr | Titel                                     | AU | NZ | DE | AT | CH | UK | US | Anmerkungen |
| ---- | ----------------------------------------- | --- | --- | --- | --- | --- | --- | --- | ----------- |
| 2018 | Armistice Day: Live at the Domain, Sydney | AU— GoldAU | — | — | — | CH9 (1 Wo.)CH | — | — |             |

Weitere Videoalben
- 1987: Black Fella White Fella
- 1990: Black Rain Falls
- 1997: 20,000 Watt R.S.L. The Midnight Oil Collection
- 2004: Best of Both Worlds

### Musikvideos
| Jahr | Titel                  | Regisseur                      |
| ---- | ---------------------- | ------------------------------ |
| 1979 | Used and Abused        |                                |
| 1979 | Cold Cold Change       |                                |
| 1981 | Armistice Day          | David Bradbury                 |
| 1982 | No Time for Games      | Ray Argall                     |
| 1982 | Lucky Country          | Ray Argall                     |
| 1982 | US Forces              | Tony Stevens                   |
| 1983 | Power and the Passion  | Ray Argall                     |
| 1983 | Short Memory           | John Duigan, Ray Argall        |
| 1984 | Read About It          | Ray Argall                     |
| 1985 | Read About It (Live)   | Mark Fitzgerald                |
| 1985 | Best of Both Worlds    | John Whitteron                 |
| 1985 | Pictures               | John Whitteron, Tony Stevens   |
| 1986 | The Dead Heart         | Ray Argall                     |
| 1987 | Beds Are Burning       | Andrew De Groot                |
| 1987 | Put Down That Weapon   | Martin Stauce / John Wilkinson |
| 1988 | Dreamworld             | Andrew de Groot / Paul Elliot  |
| 1989 | Hercules               | Mark Fitzgerald                |
| 1990 | Blue Sky Mine          | Claudia Castle                 |
| 1990 | Forgotten Years        | Claudia Castle                 |
| 1990 | Bedlam Bridge          | Claudia Castle                 |
| 1990 | King of the Mountain   | John Diaz / Larry Jordan       |
| 1992 | Sometimes              | Larry Jordan                   |
| 1993 | One Country            | Ken Duncan                     |
| 1993 | Truganini              | Josh Taft                      |
| 1993 | My Country             | Claudia Castle                 |
| 1993 | Outbreak of Love       | Sally Bongers / Paul Elliott   |
| 1993 | In the Valley          | Paul Elliott                   |
| 1996 | Surf’s Up Tonight      | Maurice Todman                 |
| 1996 | Sins of Omission       | Maurice Todman                 |
| 1996 | Underwater             | Maurice Todman / Tim Bonython  |
| 1997 | White Skin Black Heart | Andrew Lancaster               |
| 1998 | Redneck Wonderland     | Jonathan Cohen                 |
| 1998 | Cemetery in My Mind    |                                |
| 2002 | Mosquito March (Live)  | Jon Olb / Sean Riley           |
| 2002 | Luritja Way (Live)     | Jon Olb and Sean Riley         |

## Boxsets
- 2017: Full Tank (13 CD)

## Beiträge für Sampler
- 1991: Whart Raf (Coverversion von Grateful Dead) auf Deadicated: A Tribute to the Grateful Dead
- 1998: Pub with No Beer (Coverversion von Slim Dusty) auf Not So Dusty – A Tribute to Slim Dust
- 2002: Beds Are Burning (Live) auf Live at the World Café: Vol. 15 – Handcrafted
- 2003: Beds Are Burning (Unplugged Version) auf The Very Best of MTV Unplugged Vol. 2
- 2008: Beds Are Burning (Tamarama Mix) auf Caution: Life Ahead

## Statistik

### Chartauswertung
|                     | AU     | NZ     | DE    | AT    | CH    | UK    | US    |
| ------------------- | ------ | ------ | ----- | ----- | ----- | ----- | ----- |
| Nummer-eins-Alben   | AU8AU  | NZ2NZ  | DE—DE | AT—AT | CH—CH | UK—UK | US—US |
| Top-10-Alben        | AU17AU | NZ4NZ  | DE1DE | AT—AT | CH4CH | UK—UK | US—US |
| Alben in den Charts | AU22AU | NZ14NZ | DE7DE | AT2AT | CH7CH | UK3UK | US7US |

|                       | AU     | NZ    | DE    | AT    | CH    | UK    | US    |
| --------------------- | ------ | ----- | ----- | ----- | ----- | ----- | ----- |
| Nummer-eins-Singles   | AU—AU  | NZ1NZ | DE—DE | AT—AT | CH—CH | UK—UK | US—US |
| Top-10-Singles        | AU5AU  | NZ5NZ | DE—DE | AT—AT | CH—CH | UK1UK | US—US |
| Singles in den Charts | AU15AU | NZ8NZ | DE1DE | AT—AT | CH1CH | UK7UK | US3US |

|                          | AU    | NZ    | DE    | AT    | CH    | UK    | US    |
| ------------------------ | ----- | ----- | ----- | ----- | ----- | ----- | ----- |
| Nummer-eins-Videoalben   | AU—AU | NZ—NZ | DE—DE | AT—AT | CH—CH | UK—UK | US—US |
| Top-10-Videoalben        | AU—AU | NZ—NZ | DE—DE | AT—AT | CH1CH | UK—UK | US—US |
| Videoalben in den Charts | AU—AU | NZ—NZ | DE—DE | AT—AT | CH1CH | UK—UK | US—US |

### Auszeichnungen für Musikverkäufe
| Silberne Schallplatte - Frankreich - 1988: für die Single Beds Are Burning Goldene Schallplatte - Frankreich - 1991: für das Album 10, 9, 8, 7, 6, 5, 4, 3, 2, 1 - 1991: für das Album Red Sails in the Sunset - 1993: für das Album Earth and Sun and Moon - 1998: für das Album 20,000 Watt R.S.L.: Collection - Kanada - 1988: für die Single Beds Are Burning - 1993: für das Album Earth and Sun and Moon - Niederlande - 1996: für das Album Diesel and Dust - Schweden - 1990: für das Album Blue Sky Mining - Spanien - 2024: für die Single Beds Are Burning | Platin-Schallplatte - Frankreich - 1990: für das Album Blue Sky Mining - Kanada - 1990: für das Album Blue Sky Mining 2× Platin-Schallplatte - Frankreich - 1990: für das Album Diesel and Dust 3× Platin-Schallplatte - Kanada - 1988: für das Album Diesel and Dust |

Anmerkung: Auszeichnungen in Ländern aus den Charttabellen bzw. Chartboxen sind in ebendiesen zu finden.
| Land/RegionAuszeichnungen für Musikverkäufe (Land/Region, Auszeichnungen, Verkäufe, Quellen) | Silber     | Gold       | Platin       | Verkäufe  | Quellen              |
| -------------------------------------------------------------------------------------------- | ---------- | ---------- | ------------ | --------- | -------------------- |
| Australien (ARIA)                                                                            | —          | 7× Gold7   | 33× Platin33 | 2.527.500 | aria.com.au          |
| Deutschland (BVMI)                                                                           | —          | Gold1      | Platin1      | 750.000   | musikindustrie.de    |
| Frankreich (SNEP)                                                                            | Silber1    | 4× Gold4   | 3× Platin3   | 1.550.000 | infodisc.fr          |
| Kanada (MC)                                                                                  | —          | 2× Gold2   | 4× Platin4   | 500.000   | musiccanada.com      |
| Neuseeland (RMNZ)                                                                            | —          | Gold1      | 17× Platin17 | 342.500   | NZ2                  |
| Niederlande (NVPI)                                                                           | —          | Gold1      | —            | 50.000    | nvpi.nl              |
| Schweden (IFPI)                                                                              | —          | Gold1      | —            | 20.000    | sverigetopplistan.se |
| Schweiz (IFPI)                                                                               | —          | Gold1      | 3× Platin3   | 175.000   | hitparade.ch         |
| Spanien (Promusicae)                                                                         | —          | Gold1      | —            | 30.000    | elportaldemusica.es  |
| Vereinigte Staaten (RIAA)                                                                    | —          | Gold1      | Platin1      | 1.500.000 | riaa.com             |
| Vereinigtes Königreich (BPI)                                                                 | Silber1    | Gold1      | —            | 300.000   | bpi.co.uk            |
| Insgesamt                                                                                    | 2× Silber2 | 21× Gold21 | 62× Platin62 |           |                      |